# Vergerette à feuilles d'hysope
Erigeron hyssopifolius
Espèce
La Vergerette à feuilles d'hysope (Erigeron hyssopifolius) est une espèce de plantes à fleurs de la famille des Asteraceae.
Il s'agit d'une plante de 15 à 20 cm qui pousse sur éboulis en Amérique du Nord.

## Distribution
La vergerette à feuilles d'hysope est présente dans presque toutes les provinces et territoires du Canada à l'exception de la Colombie-Britannique, de l'Île-du-Prince-Édouard et du Labrador. On la retrouve aussi au nord-est des États-Unis du Michigan au Maine.